# 鴨公村
鴨公村（かもきみむら）は、かつて奈良県にあった村。現在の橿原市の一部。

## 歴史
- 1889年（明治22年）4月1日 - 町村制施行により高市郡高殿村、醍醐村、 別所村、上飛騨村、飛騨村、縄手村、法花寺村が合併し、鴨公村が発足。
- 1956年（昭和31年）2月11日 - 高市郡今井町・八木町・畝傍町・真菅村、磯城郡耳成村と合併し橿原市を設置して消滅。